# Гебхардт, Мириам
Мириа́м Ге́бхардт (нем. Miriam Gebhardt; род. 28 января 1962, Фрайбург-им-Брайсгау, Германия) — немецкая журналистка, историк и писатель. Специализируется по Второй мировой войне. Автор ряда научных работ, в числе которых «Когда пришли солдаты: изнасилование немецких женщин в конце Второй мировой войны».

## Биография
Гебхардт родилась во Фрайбурге в 1962 году. Получив образование журналиста, с 1982 года работала редактором в Южногерманской газете и Die Zeit. С 1988 по 1993 годы изучала социальную и экономическую историю, Историю Германии и новейшую немецкую литературу в Мюнхенском университете.
В 1998 году она получила докторскую степень в Новой Истории у Клеменсы Вишерманн в Вестфальском Университете имени Вильгельма за диссертацию «Семейная память: стратегии памяти в немецко-еврейской буржуазии 1890—1932 годов» (нем. Das Familiengedächtnis: Erinnerungs-Strategien im deutsch-jüdischen Bürgertum 1890–1932).
C 2003 года по настоящее время Гебхардт преподаёт в Констанцском университете в качестве адъюнкт-профессора и пишет научно-популярные книги. Помимо научной деятельности Гебхардт по-прежнему работает журналистом и публицистом, в том числе для Die Zeit.
В настоящее время живёт в Эбенхаузене под Мюнхеном.

## Научная деятельность
В 2002 году вышла книга «Грех, душа, секс: век психологии» (нем. Sünde, Seele, Sex: Das Jahrhundert der Psychologie). В ней Гебхардт выдвигает тезис о том, что популярно-психологическое мышление формирует все сферы общества. Работа была очень высоко оценена критиками; в то же время Андреа Риннерт заявил, что, хоть и считает утверждение научно-популярной книги обоснованным, но также считает, что автор сосредоточен только «на вершине айсберга».
В 2009 опубликована работа «Страх ребёнка тиранов: история воспитания в 20 веке» (нем. Die Angst vor dem kindlichen Tyrannen: Eine Geschichte der Erziehung im 20. Jahrhundert). В ней исследуется история ухода за ребёнком и дошкольное воспитание в XX веке. Рецензентами отмечалось, что книжная форма «очень информативна» и «хорошо изучена», но книга также читается как академическая специальная литература.
В 2011 году вышла научная биография Рудольфа Штейнера «Рудольф Штейнер: современный пророк» (нем. Rudolf Steiner: Ein moderner Prophet. Критиками был отмечен исключительно-научный язык повествования, из-за чего книгу будет трудно понять простому читателю, не сведущему в антропософии.
В 2012 году вышла книга «Alice im Niemandsland: Wie die deutsche Frauenbewegung die Frauen verlor» (дословно — «Алиса в Нигдеграде: как немецкое женское движение лишилось женщин»). В ней Гебхардт критикует политику женского движения, утверждая, что «сама его основа окостенела». Алиса Шварцер, по мнению Гебхардт, «идеологически неподвижна и всегда распространяет одни и те же истины». Книга вызвала жесткий отпор в обществе; многие критики были раздражены только первой главой книги.
В 2015 году вышла научная работа «Когда пришли солдаты: изнасилование немецких женщин в конце Второй мировой войны» (нем. Als die Soldaten kamen: Die Vergewaltigung deutscher Frauen am Ende des Zweiten Weltkriegs). В ней, в частности, обсуждаются изнасилования западными союзниками немецких девушек и детей, что вызвало бурную дискуссию в обществе. Рецензенты очень положительно отозвались о книге, однако в мире (особенно в США и Англии) книга частично встретила резкую критику.

## Научные труды

### Монографии
- Gebhardt M. Das Familiengedächtnis. Erinnerung im deutsch-jüdischen Bürgertum, 1890—1932 (нем.). — Stuttgart: Steiner, 1999. — ISBN 3-515-07560-7.
- Gebhardt M. Sünde, Seele, Sex. Das Jahrhundert der Psychologie (нем.). — Stuttgart: DVA, 2002. — ISBN 3-421-05641-2.
- Gebhardt M. Familiensozialisation seit 1933 — Verhandlungen über Kontinuität (нем.). — Stuttgard: Steiner, 2007. — ISBN 978-3-515-08827-5. (совместно с Клеменсой Вишерманн[нем.])
- Gebhardt M. Die Angst vor dem kindlichen Tyrannen. Eine Geschichte der Erziehung im 20. Jahrhundert (нем.). — München: DVA, 2009. — ISBN 978-3-421-04413-6.
- Gebhardt M. Rudolf Steiner. Ein moderner Prophet (нем.). — München: DVA, 2002. — ISBN 978-3-421-04473-0.
- Gebhardt M. Alice im Niemandsland. Wie die deutsche Frauenbewegung die Frauen verlor (нем.). — München: DVA, 2012. — ISBN 978-3-421-04411-2.
- Gebhardt M. Das integrative Potential von Elitenkulturen. Festschrift für Clemens Wischermann (нем.). — Stuttgard: Steiner, 2013. — ISBN 978-3-515-10070-0. (совместно с Катей Пацель-Маттерн[нем.] и Штефаном Зальманном)
- Gebhardt M. Als die Soldaten kamen. Die Vergewaltigung deutscher Frauen am Ende des Zweiten Weltkriegs (нем.). — München: DVA, 2015. — ISBN 978-3-421-04633-8.
- Gebhardt M. Die Weiße Rose. Wie aus ganz normalen Deutschen Widerstandskämpfer wurden (нем.). — München: DVA, 2017. — ISBN 978-3-421-04730-4.
- Gebhardt M. «Мы дети насилия. Как женщины и семьи всё ещё страдают от последствий массовых изнасилований в конце войны» = «Wir Kinder der Gewalt. Wie Frauen und Familien bis heute unter den Folgen der Massenvergewaltigungen bei Kriegsende leiden» (нем.). — München: DVA, 2019. — ISBN 978-3-421-04731-1.

### Переводы на русский язык
- Гебхардт М. «Когда пришли солдаты: изнасилование немецких женщин в конце Второй мировой войны» (англ.) / Пер. с нем. М. А. Елизарьевой. — М.: РОССПЭН, 2018. — 229 p. — 1000 экз. — ISBN 978-5-8243-2222-4.